# 呼延庆
呼延庆（?—?）。又叫呼庆，北宋军事将领、外交官。担任过平海军指挥使，曾多次出使金朝与阿骨打（完颜阿骨达、完颜阿骨打）交涉，并参与了签订“海上之盟”之事。史载“呼延庆善外国语，又辨博（辨博，博闻谓能谈说也）”。

## 民間藝術
為连环画以及小说、评书中的常见人物，在文学作品中的呼延庆是宋朝开国元勋呼延赞的后代，双王呼延丕显（呼延必显）的孙子。父亲呼延守用（呼延守勇），叔父呼延守信，后代有呼延云飞、呼延灼（呼延绰）、呼延傕。《说呼全传》中说呼延庆乃魁罡星转世。